# 次甲基
次甲基（methine group，methyne group，methene group）是指一個和甲烷對應的三價官能團，一般指≡CH。

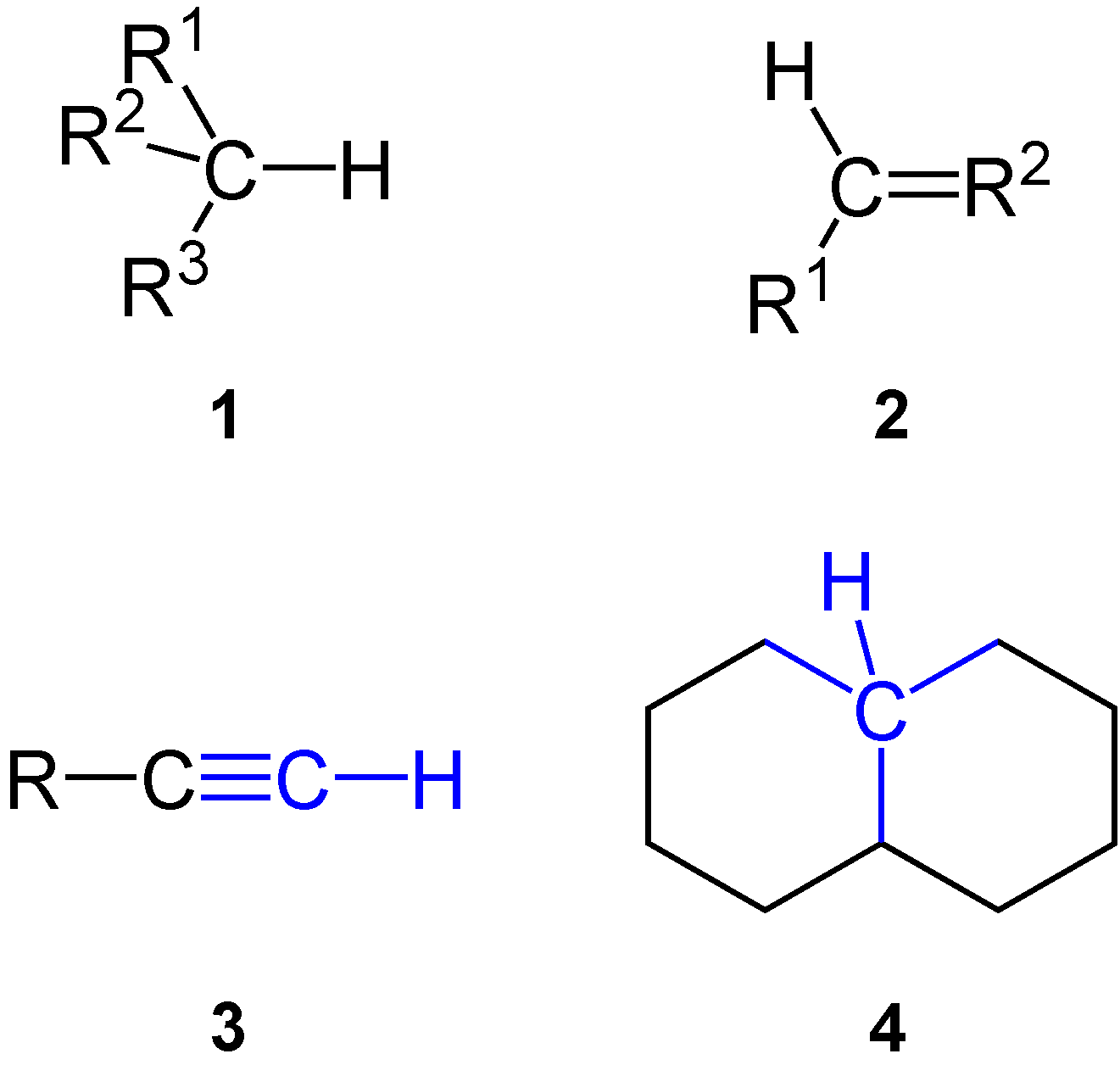
三种次甲基：1和4（⪫CH）甲爪基，2（-CH=）为甲基亚基，3（≡CH）甲次基